# Iron Man 3
Iron Man 3 is een Amerikaanse superheldenfilm, uitgebracht in april 2013. Het is de derde film van de Amerikaanse filmserie Iron Man, geproduceerd door Marvel. Het is de zevende film in het Marvel Cinematic Universe. De regisseur is Shane Black en de hoofdrol van Iron Man wordt gespeeld door Robert Downey jr. De film is uitgebracht in een 3D-uitvoering.

## Verhaal
Nadat Tony Stark bijna om het leven kwam (in The Avengers), kampt hij met een posttraumatische stressstoornis. Hij bouwt aan de lopende band nieuwe Iron Man-harnassen (het zijn er inmiddels 42) en wordt afstandelijk tegenover zijn vriendin Pepper Potts. In een flashback is te zien hoe in 1999 Tony Stark tijdens een receptie de wetenschapper Aldrich Killian volkomen negeerde toen deze hem vroeg mee te werken aan Advanced Idea Mechanics (AIM).
Dan dient een nieuw gevaar zich aan; een terrorist genaamd de Mandarin pleegt een reeks aanslagen, en wereldwijd zijn geheime diensten machteloos tegen hem daar er maar heel weinig over deze Mandarin bekend is. Wanneer zijn medewerker Happy Hogan slachtoffer is van een bomaanslag van de Mandarin, daagt Tony de Mandarin openlijk uit tijdens een persconferentie. De Mandarin reageert hierop door Starks huis aan te laten vallen met helikopters. Stark komt hierbij schijnbaar om het leven, maar in werkelijkheid is hij op tijd in veiligheid gebracht door JARVIS, die de besturing van Starks harnas had overgenomen.
Na de aanval duikt Stark onder. Hij ontmoet Harley, een tienjarig wonderkind, en doet samen met hem onderzoek naar de Mandarin. Hij ontdekt dat soldaten van het Extremis-programma, een experimentele behandeling die mensen sneller laat genezen van zware verwondingen, betrokken waren bij de aanslagen. Het project werd klaarblijkelijk gestaakt toen bleek dat het middel tot oververhitting en uiteindelijk de dood kan leiden. Stark ontdekt dat het Extremis-programma in het geheim toch voortgezet wordt wanneer hij wordt aangevallen door twee handlangers van de Mandarin: Ellen Brandt en Eric Savin.
Met Harleys hulp traceert Stark De Mandarin in Miami. Hij ontdekt daar dat de Mandarin in werkelijkheid een Brits acteur is genaamd Trevor Slattery, en dat Killian het ware meesterbrein is achter alles. Hij gebruikt de daden van De Mandarin om het Extremis-programma te verhullen, en heeft al die tijd de Amerikaanse inlichtingendiensten aan het lijntje gehouden. Killian heeft Potts inmiddels ontvoerd en haar ook het Extremis-middel toegediend, met het plan haar tegen Stark op te zetten. Op die manier wil hij Stark dwingen hem te helpen de formule te verbeteren en de fatale bijwerkingen van Extremis te verhelpen. Killian lokt tevens Starks vriend James Rhodes, die nog altijd het War Machine-harnas (nu Iron Patriot geheten) uit Iron Man 2 heeft, in de val zodat hij dit harnas kan stelen.
Stark ontsnapt aan Killian en ontdekt samen met Rhodes dat Killian een aanval wil uitvoeren op Air Force One. Stark gebruikt een op afstand bestuurbaar harnas om de passagiers en bemanning van het vliegtuig te redden, maar hij kan Killian er niet van weerhouden president Ellis te ontvoeren. Hij neemt de president mee naar de containerkranen in de haven, waar hij hem voor het oog van tv-camera’s wil vermoorden, zodat de vicepresident, die feitelijk een stroman is van Killian, aan de macht zal komen.
Samen met al zijn harnassen, bestuurd door JARVIS, valt Stark Killians handlangers aan. Hij redt Potts terwijl Rhodes de president bevrijdt. Stark vangt Killian in een harnas, dat hij vervolgens op zelfvernietiging zet. Killian overleeft de aanslag, maar wordt vervolgens alsnog gedood door Potts.
Na het gevecht geeft Stark JARVIS het bevel om alle harnassen te vernietigen. Slattery en de vicepresident worden gearresteerd. Potts en Stark ondergaan beide een operatie; Potts om van het Extremis-middel af te komen, en Stark om eindelijk de granaatscherven uit zijn borstkas te laten halen zodat hij zijn magneet en bijbehorende reactor niet meer nodig heeft om te overleven. Hij gooit de reactor nadien in zee met de mededeling dat hij altijd Iron Man zal blijven, met of zonder harnas.
In een bonusscène na de aftiteling ziet men hoe Stark Dr. Bruce Banner over zijn belevenissen vertelt, maar Banner is aan het begin van het verhaal al in slaap gevallen en heeft niets gehoord van Starks uitleg.

## Rolverdeling
| Personage                                     | Acteur              | Vlaamse stem       |
| --------------------------------------------- | ------------------- | ------------------ |
| Tony Stark / Iron Man                         | Robert Downey jr.   | Gène Bervoets      |
| Virginia "Pepper" Potts                       | Gwyneth Paltrow     | Sandrine André     |
| James "Rhodey" Rhodes / Iron Patriot          | Don Cheadle         | Bert Cosemans      |
| Aldrich Killian                               | Guy Pearce          | Kevin Janssens     |
| Maya Hansen                                   | Rebecca Hall        | An Vanderstighelen |
| Happy Hogan                                   | Jon Favreau         | Ivan Pecnik        |
| "The Mandarin"/ Trevor Slattery               | Ben Kingsley        | Karel Deruwe       |
| Eric Savin                                    | James Badge Dale    |                    |
| Ellen Brandt                                  | Stephanie Szostak   |                    |
| J.A.R.V.I.S. (stem)                           | Paul Bettany        | Sébastien De Smet  |
| President Matthew Ellis                       | William Sadler      | Hans De Munter     |
| Harley Keener                                 | Ty Simpkins         |                    |
| Mrs. Davis                                    | Dale Dickey         |                    |
| Vice President Rodriguez                      | Miguel Ferrer       | Ludo Hellinx       |
| Wu                                            | Wang Xueqi          |                    |
| Ho Yinsen                                     | Shaun Toub          |                    |
| Jack Taggert                                  | Ashley Hamilton     |                    |
| Rose Hill Sheriff                             | Spencer Garrett     |                    |
| Thomas Richards                               | Tom Virtue          |                    |
| Gary                                          | Adam Pally          |                    |
| Sweat Shop Agent                              | Rebecca Mader       |                    |
| Rodriguez's dochter                           | Jenna Ortega        |                    |
| Dr. Wu's assistent (alleen in Chinese versie) | Fan Bingbing        |                    |
| Zichzelf                                      | Josh Elliott        |                    |
| Haarzelf                                      | Megan Henderson     |                    |
| Zichzelf                                      | Thomas Roberts      |                    |
| Zichzelf                                      | Bill Maher          |                    |
| Haarzelf                                      | Joan Rivers         |                    |
| Zichzelf                                      | George Kotsiopoulos |                    |
| Zichzelf                                      | Pat Kiernan         |                    |
| Zichzelf                                      | Stan Lee            |                    |
| Dr. Bruce Banner (post-credit scene)          | Mark Ruffalo        | Karel Deruwe       |
| Iedereen die valt                             |                     | William Boeva      |

### Vlaamse nasynchronisatie
Iron Man 3 draaide in Vlaanderen als eerste Marvelfilm niet alleen ondertiteld, maar ook Nederlands nagesynchroniseerd in de bioscoop. Distributeur Walt Disney Pictures zei hierover: "Een studie heeft uitgewezen dat onze Marvelhelden in Frankrijk en Wallonië veel gekender en geliefder zijn. Wij denken dat de oorzaak daarvoor ligt bij het feit dat Vlaamse jongetjes tot tien jaar de film nog niet — of toch niet zo gemakkelijk — kunnen volgen als jongetjes van dezelfde leeftijd uit Wallonië en Frankrijk. Die kinderen kunnen namelijk wel kijken naar een versie in hun eigen taal, een gegeven dat daar al volledig ingeburgerd is."

## Achtergrond

### Ontwikkeling en productie
Na de uitgave van Iron Man 2 kregen Paramount Pictures en The Walt Disney Company onenigheid over de rechten op het personage, waardoor een derde film op de lange baan werd geschoven. Uiteindelijk stemde Disney toe om Paramount 115 miljoen dollar te betalen voor de distributierechten op Iron Man 3 en The Avengers
Regisseur Jon Favreau wilde na twee Iron Man-films niet terugkeren voor het derde deel, daar hij reeds had getekend voor Magic Kingdom. Hij zou wel actief blijven als uitvoerend producent. In februari 2011 werd Shane Black benaderd voor de regie en het schrijven van het scenario. In maart 2011 werd ook Drew Pearce ingehuurd als scenarist. Black wilde volgens eigen zeggen van de film een Tom Clancy-thriller maken, waarin Iron Man een meer realistische schurk zou bevechten.
In September 2011 stemde Marvel toe om de film grotendeels in de EUE/Screen Gems-studio in Wilmington, North-Carolina, op te nemen. De opnames begonnen op 23 mei 2012. Van 4 to 6 juni 2012 werd er gefilmd in het hoofdkantoor van Epic Games. Tevens werd er een scène opgenomen op het Wilmington International Airport. Op 19 juli verplaatste de filmploeg zich naar Oak Island voor opnames op en boven zee. Op 15 augustus moest de productie worden stilgelegd omdat Robert Downey Jr. een enkelblessure opliep. Op 24 augustus werden de opnames hervat. In oktober 2012 werd er gefilmd op Dania Beach in Florida.
De film is tevens deels opgenomen in de Chinese hoofdstad Peking. De hoofdrolspelers waren hier niet bij betrokken.
Anders dan bij de vorige twee Iron Man-films was Industrial Light and Magic dit keer niet betrokken bij de realisatie van de visuele effecten. Effecten werden verzorgd door Scanline VFX, Digital Domain, Weta Digital, Framestore, The Third Floor en Trixter Film.

### Muziek
In oktober 2012 werd Brian Tyler benaderd om de muziek voor de film te componeren. De muziek is opgenomen in samenwerking met het London Philharmonic Orchestra in de Abbey Road Studios.
In maart 2013 maakte Disney Music Group bekend dat een conceptalbum voor de muziek op 30 april 2013 zou worden uitgebracht door Hollywood Records en Marvel Music.
Het album omvat de volgende nummers:
1. "Iron Man 3"
2. "War Machine"
3. "Attack on 10880 Malibu Point"
4. "Isolation"
5. "Dive Bombers"
6. "New Beginnings"
7. "Extremis"
8. "Stark"
9. "Leverage"
10. "The Mandarin"
11. "Heat and Iron"
12. "Misfire"
13. "Culmination"
14. "The Mechanic"
15. "Hot Pepper"
16. "Another Lesson from Mandy"
17. "Dr. Wu"
18. "Return"
19. "Battle Finale"
20. "Can You Dig It (Iron Man 3 Main Titles)"

### Uitgave en ontvangst
Iron Man 3 werd wereldwijd uitgebracht door Walt Disney Studios Motion Picture, met als enige uitzondering de Volksrepubliek China, Duitsland en Oostenrijk. Daar werd de film uitgebracht door respectievelijk DMG Entertainment en de Tele München Group. De Chinese uitgave van de film bevat speciaal voor deze versie gefilmd bonusmateriaal. De première van de film vond op 14 april 2013 plaats. In Amerika ging de film 10 dagen later in première in het El Capitan Theatre.
Reacties op de film waren doorgaans positief. Op Rotten Tomatoes gaf 89 % van de recensenten de film een positieve beoordeling.

### Toekomst
Met de voltooiing van Iron Man 3 is Robert Downey jr.’s contract met Marvel Studios officieel afgelopen. Volgens Shane Black zou het Downey zijn contract mogelijk verlengen voor een tweede Avengers-film en nog een vierde Iron Man-film. Ook volgens Kevin Feige, president van Marvel Studios, zal het personage Tony Stark deel uit blijven maken van het Marvel Cinematic Universe, ongeacht of Downey zijn contract verlengt of niet. 
Inmiddels heeft Downey jr. de rol van Tony Stark opnieuw op zich genomen in Avengers: Age of Ultron, Captain America: Civil War, Spider-Man: Homecoming, Avengers: Infinity War en in Avengers: Endgame. Of er nog een vierde film komt over uitsluitend Iron Man is nog onbekend.